# Авиационен инцидент край Харагиш (2016)
Авиационният инцидент край Харагиш се случва в Молдова на 2 юни 2016 година.
Вертолет на румънската служба за спешна медицинска помощ (Serviciul Mobil de Urgențǎ, Reanimare și Descarcerare, SMURD) се разбива близо до село Харагиш в Кантемирски район, Южна Молдова, изпълнявайки спасителна мисия.
Екипажът на вертолета спасява човек по-рано през деня, превозвайки го до Кишинев. Презарежда с гориво и се отправя за следващ пациент в град Кахул.

По пътя хеликоптерът се разбива поради лоши климатични условия. Загиват всичките 4 членове на екипажа:
- Илие Дору Гаврил, първи пилот;
- Константин Войку Шокае, втори пилот;
- Михаела Думя, лекар;
- Адриан-Габриел Санду, медицински брат.

Всичките членове на екипажа са наградени посмъртно с високи почести от президента на Румъния Клаус Йоханис и от президента на Молдова Николае Тимофти.
През юни 2017 година в Молдова е издадена пощенска марка, с която е почетена паметта на загиналите пилоти и медици. Автор на марката е Виталиу Поголша.